# Алёшино (Воскресенский район)
Алёшино — слободка в Воскресенском муниципальном районе Московской области. Входит в состав сельского поселения Ашитковское. Население — 258 чел. (2010).

## География
Слободка Алёшино расположена в северной части Воскресенского района, примерно в 12 км к северо-западу от города Воскресенска. Высота над уровнем моря 132 м. В 2 км к западу от слободки протекает река Москва. В слободке 6 улиц. Ближайшие населённые пункты — деревня Золотово и посёлок Виноградово.

## История
В 1926 году слободка являлась центром Алёшинского сельсовета Михалевской волости Бронницкого уезда Московской губернии.
С 1929 года — населённый пункт в составе Ашитковского района Коломенского округа Московской области, с 1930-го, в связи с упразднением округа и переименованием района — в составе Виноградовского района Московской области. В 1957 году, после того как был упразднён Виноградовский район, слободка была передана в Воскресенский район.
До муниципальной реформы 2006 года Алёшино входило в состав Виноградовского сельского округа Воскресенского района.

## Население
В 1926 году в слободке проживало 609 человек (277 мужчин, 332 женщины), насчитывалось 139 хозяйств, из которых 129 было крестьянских. По переписи 2002 года — 235 человека (101 мужчина, 134 женщины).
| 1926 | 2002 | 2010 |
| ---- | ---- | ---- |
| 609  | ↘235 | ↗258 |